# Три сестре (филм)
„Три сестре” је југословенски ТВ филм из 1982. године. Режирао га је Александар Ђорђевић а сценарио је базиран на истоименој драми Антона Чехова из 1900. године.

## Улоге
| Глумац            | Улога |
| ----------------- | ----- |
| Светлана Бојковић |       |
| Ђурђија Цветић    |       |
| Маја Димитријевић |       |
| Капиталина Ерић   |       |
| Предраг Лаковић   |       |
| Жарко Митровић    |       |
| Бранко Плеша      |       |
| Горан Плеша       |       |
| Гојко Шантић      |       |
| Никола Симић      |       |

Остале улоге  ▼
| Глумац              | Улога |
| ------------------- | ----- |
| Љуба Тадић          |       |
| Танасије Узуновић   |       |
| Власта Велисављевић |       |
| Бранка Веселиновић  |       |
| Душан Војновић      |       |